# Avenue Charbo
L'avenue Charbo (en néerlandais : Charbolaan) est une avenue bruxelloise de la commune de Schaerbeek qui va de l'avenue de la Brabançonne à la place des Chasseurs Ardennais en passant par la rue Louis Scutenaire et la rue Marcel Mariën.

## Histoire et description
Cette avenue porte le nom d'un professeur à l'École militaire, Jean-Baptiste Charbo, né à Namur le 27 août 1843 et décédé à Schaerbeek le 14 juillet 1901.
La numérotation des habitations va de 1 à 91 pour le côté impair et de 2 à 28 pour le côté pair.

## Adresse notable
- no 71 : Archevêché orthodoxe Grec

## Voies d'accès
- arrêt Brabançonne ou Chasseurs Ardennais des bus 28 et 61
- arrêt Brabançonne du bus 64